# Tatarische Sturmhaube
Die Tatarische Sturmhaube ist eine Schutzwaffe aus der ehemaligen Tatarei.

## Beschreibung
Die Tatarische Sturmhaube besteht in der Regel aus Eisen oder Stahl. Sie wird in zwei Hälften getrieben und nach der Fertigstellung grob vernietet. Sie ist am unteren Ende rundlich und wird zur Spitze hin schmaler. Oben läuft sie leicht spitz und nach hinten gebogen. Sie hat einen kleinen, nach vorn spitz zulaufenden Augenschirm. Der Nackenschutz ist kurz, läuft steil nach oben und ist an den Seiten am Helm vernietet. Ein Visier war nicht vorgesehen. Die Tatarische Sturmhaube wurde von den tatarischen Reitervölkern benutzt.